# 사위 (눈)
사위(斜位, 영어: Heterophoria)란, 양안융상이 이루어지고 있지 않을 때의 두 안구의 시축(視軸)이 잠재적으로 틀어져 있는 상태를 가리킨다. 일반적으로 내사위, 외사위, 상하사위로 나뉜다. 사시와 달리, 겉보기에는 일반적인 안구와 다르지 않지만, 두 눈의 어긋나 있는 시선을 신경이 언제나 바로잡아주어야 하기 때문에, 어떠한 사물을 보는 데 있어서 장시간 집중하게 되면 안구와 두뇌에 피로감을 느끼게 된다.

## 증상
안위(眼位)의 기본적인 틀어짐이 원인으로, 엄밀하게는 대부분의 인간은 가벼운 사위를 가지고 있다. 정도가 심하면, 언제나 긴장상태로 사물을 보고 있기 때문에 눈이 지치기 쉬우며, 시선의 틀어짐이 심하면, 사물이 두 겹으로 겹쳐 보이는 경우(복시)도 있다. 틀어짐이 심해질수록, 언제나 융합하기 위해 노력해야 하므로, 안구피로나 어지럼증을 유발할 수 있다. 사시는 한쪽 눈의 틀어진 채로 고정되어 있다는 점에서 사위와 다르다. 자신의 의지로는 사시로 인해 틀어진 시선을 맞출 수 없다. 반면에, 사위는 안위(眼位)가 어긋나 있어도, 목표물을 보려고 의식하면 뇌와 신경의 양안융합을 통해 또렷하게 볼 수 있다. 일반적으로 내사위, 외사위, 상하사위로 나뉘며, 자각증상으로는 복시가 있다.

### 내사위
내사위는 한쪽 눈을 가렸을 때, 가린 쪽의 눈의 시선이 안쪽을 향하는 상태, 안쪽에서 되돌아오는 상태이다. 내사위의 경우, 자동차 운전이 어려워질 수 있다. 먼 사물을 볼 때 안구피로를, 가까운 사물을 볼 때 불쾌감 따위를 느낄 수 있다. 

### 외사위
외사위는 한쪽 눈을 가렸을 때, 가린 쪽의 눈의 시선이 바깥쪽을 향하는 상태, 바깥쪽에서 되돌아오는 상태이다. 외사위의 경우, 특히 가까운 사물을 볼 때 쉽게 집중력을 잃고, 글자가 번져 보인다고 느끼며 장시간 독서에 어려움을 겪는다. 먼 사물은 문제 없이 볼 수 있는 경우가 많다.

### 상하사위
상하사위는 한쪽 눈을 가렸을 때, 가린 쪽의 눈의 시선이 상하를 향하며, 위에서 또는 밑에서 되돌아오는 상태를 가리킨다. 두통, 어깨결림, 목의 피로 따위가 생기기 쉬우며, 사물이 두 개로 보이는 경우도 있다. 사위 중, 가장 안구피로가 심하다고 여겨진다.

## 원인
안구를 움직이는 근육이나 신경에 이상이 있을 경우, 영유아기에 강한 굴절이상이 치료되지 않은채 방치된 경우, 안구를 세게 타박당한 경우의 외상 등, 여러 원인이 있다.

## 치료
사시는 아이의 약 2%, 어른의 3% 정도밖에 나타나지 않지만, 사위는 아주 가벼운 것까지 포함하면 대부분의 사람이 가지고 있는 증상이다. 시축이 약간 틀어져도, 사물을 보는 기능에 지장이 없고, 딱히 큰 자각증상이나 문제가 없다면 치료를 할 필요는 없다. 그러나 중증일수록 직업이나 습관에 따라 눈에 부담이 가기 쉬워질 수 있으므로, 이 경우 치료가 필요해진다. 안구피로에는 안약을 사용하거나, 눈을 혹사하지 않도록 주의하는 것이 좋다.

### 프리즘 렌즈
프리즘 렌즈라는 기울어져 절단된 사시전용 특수렌즈를 사용한 교정법이 있다. 이 안경을 쓰는 것으로, 사시의 초점을 맞추기 쉽고, 난시나 안구피로도 막을 수 있다. 프리즘 안경은 눈에 들어오는 빛의 각도를 바꾸기 때문에, 손쉽게 사위를 교정할 수 있지만, 어디까지나 치료가 아닌 교정이기 때문에, 안경에 의존해야 한다.

### 안구운동
시기능훈련이라는 안구운동을 통해, 안구근육의 균형을 잡는 것으로 사위를 개선할 수 있다. 눈을  상하좌우로 각각 5초 동안 굴리거나, 외사위의 경우에는 손가락이나 막대를 안구의 6cm 앞까지 당겨 가까운 사물을 보는 안구근육을 발달시키는 방법도 있다.

## 같이 보기
- 사시
- 복시
- 시력